# Gilles Baudry
Pour les articles homonymes, voir Baudry.
 (juin 2019).
Gilles Baudry est un poète et ecclésiastique français né le 27 avril 1948 à Saint-Philbert-de-Grand-Lieu en Loire-Inférieure.
Il est moine à l'abbaye de Landévennec.

## Biographie
Après une enfance rurale, un premier cycle d’études au Grand Séminaire, puis son service militaire à Tübingen, Gilles Baudry va travailler en usine et fréquente la Communauté de Taizé. Après deux ans d’enseignement au Togo, il entre à l’abbaye de Landévennec (Finistère) et y prononce ses vœux définitifs à la Pentecôte 1981.
Gilles Baudry est un écrivain reconnu au-delà des frontières,. Publiés depuis près de 40 ans, ses écrits ont été traduits en plusieurs langues. Il a notamment reçu le prix Antonin-Artaud pour son œuvre intitulée Il a neigé tant de silence. En 2005, il a reçu le prix de l’Académie littéraire de Bretagne et des Pays de la Loire.

## Œuvre
- Infinitudes, photographies d'Aïcha Dupoy de Guitard, préface d'Emmanuelle Périé-Bardout, postface d'Alain-Gabriel Monot, éditions Calligrammes, Rennes 2024.
- Il a neigé tant de silence suivi de Invisible ordinaire, Éditions Rougerie, 2021.
- Les questions innocentes, L'œil ébloui, 2019.
- Eaux intérieures[3], Poésie de l'Instant, Landévennec 2019, photographies d'Aïcha Dupoy de Guitard
- Haute lumière, Locus Solus, Châteaulin 2018, photographies de Philippe Kohn
- L’orée, Éditions L’enfance des arbres, Hennebont 2018, pastels de Nathalie Fréour
- Matin des Arbres, Poésie de l'instant, Landévennec 2017, photographies Aïcha Dupoy de Guitard
- Un silence de verdure, Éditions L’enfance des arbres, 2017, dessins de Nathalie Fréour
- Les questions innocentes, L'Œilébloui, 2007, illustration de l'auteur
- Rostellec. Requiem sous un ciel de traîne, Éditions Trez Rouz, s. l.[2016, photographies de Guy Malbosc
- Abbaye Saint-Guénolé de Landevennec, Naissance du blanc, Éditions CRER, 2016, pastels de Nathalie Fréour
- L’aile du jour, Rougerie, Mortemart 2016
- Silence et Solitude ont même tessiture, édition Thamé (ouvrage d'art avec des encres de chine de Marie Hélène Lorcy) 2013
- Le bruissement des arbres dans les pages, Rougerie, Mortemart 2013
- Demeure le veilleur, Ad Solem, Paris 2013
- Brocéliande, collaboration Pierre Denic (peintures) / Gilles Baudry (textes), Liv'Éditions 2011 (à la suite d'une exposition au Fort de Sainte Marine en 2009)
- Sous le signe d'Hélène Cadou, collectif, éditions du Traict, 2010
- Instants de préface, Rougerie, Mortemart  2009
- Nulle autre lampe que la voix, Rougerie, Mortemart 2006
- Versants du secret, Rougerie, Mortemart 2002
- Un jour déjà lointain, Éd. Double Cloche, 2001 (ouvrage d’art, collages de Yves Piquet)
- Présent intérieur, Rougerie, Mortemart 1998
- Invisible ordinaire, Rougerie, Mortemart 1998
- L’or d'être seul, Amis de Hors jeu éd., Épinal 1997 (Épinal : Impr. Aymard), coll. Vers la lumière 1
- Prier à Notre-Dame avec Claudel, essai, Éd. DDB, 1994
- La porte des mots, Rougerie, Mortemart 1992. Tr. it.: La porta delle parole, a cura di E. Borsotti, Edizioni sete, Faenza 2019 (Sete 13),  (ISBN 978-88-944491-1-2)
- La seconde lumière, Rougerie, Mortemart 1990
- Jusqu'où meurt un point d'orgue ?, Rougerie, Mortemart 1987
- Il a neigé tant de silence, Rougerie, Mortemart 1985 (prix Antonin-Artaud)
- Syllabe par syllabe: poèmes, dans : G.-H. Baudry, Cosmos et poésie : essai sur Teilhard de Chardin, Chez l’auteur, Lille 1976 (Cahiers teilhardiens 4)
- La trame de la vie, Éd. Traces, 1972

### Anthologies
- Anthologie de la poésie en Bretagne au XXe siècle, préfacée et établie par Yvan Guillemot, éditions Calligrammes, Rennes 2019.
- L'Eau à la bouche, Colette Nys-Mazure, Desclée De Brouwer, 2011.
- Visages de Poésie, Jacques Basse, Rafael de Surtis, 2010.
- Vous avez dit Poésie ? (arts poétiques de 34 auteurs), Jean-Marie Gilory, Sac à Mots, 2003.
- Sur la page où naissent les mondes (80 poètes de la Loire-Atlantique), Christian Bulting, ACL-Crocus, 1989.

## Pour approfondir